# تيد سكوت (كرة سلة)
تيد سكوت (بالإنجليزية: Ted Scott)‏ مواليد 19 يونيو 1985 في كولومبوس، هو لاعب كرة سلة أمريكي. بدأ مسيرته الاحترافية في سنة 2009. يلعب في الدوري الإسباني لكرة السلة الدرجة الثانية. يبلغ طوله 6 قدم 2 بوصة (1.9 م). لعب مع بنفيكا لكرة السلة وسكايلاينرز فرانكفورت.

## روابط خارجية
- تيد سكوت على موقع كرة السلة الأوروبية.كوم (الإنجليزية)
- تيد سكوت على موقع ريلجم (الإنجليزية)
- تيد سكوت على موقع بروبوليرز (الإنجليزية)